# 史才
史才（?—1162年）。明州鄞县（今属浙江省宁波市鄞州区）人，南宋大臣、诗人。

## 生平
出自南宋世族鄞县史氏，祖父史简，父亲史诏，有兄史师仲、史木、史禾，排行第四，居鄞县洗马桥。侄子史浩。
年少时入太学学习。体质孱弱。宋徽宗政和八年（1118年）戊戌科，登进士第，是史家第一位进士。宋高宗绍兴二十三年（1153年）除签书枢密院事，参与国家机务，并权兼参知政事（相当于“副相”）。因给李光寄信，被秦桧党羽诬陷，遭落职，提举宫观。